# Marco Simone
Marco Simone (Castellanza, 1969. január 7. –) válogatott olasz labdarúgó-középpályás, edző. 1998-ban ő volt a francia bajnokságban az év labdarúgója.

## Pályafutása

### Klubcsapatokban
1986 és 1989 között a Como labdarúgója volt, de közben, 1987–88-ban kölcsönben a Virescit csapatában szerepelt. 1989 és 1997 között az AC Milan, 1997 és 1999 között a francia PSG, 1999 és 2001 között a Monaco, 2001–02-ben ismét az AC Milan, 2002–03-ban a Monaco, 2004-ben az Nice játékosa volt. 2005–06-ban a Legnano csapatában fejezte be az aktív labdarúgást.

### A válogatottban
1992 és 1996 között négy alkalommal szerepelt az olasz válogatottban.

### Edzőként
2011–12-ben a francia Monaco, 2014–15-ben a svájci Lausanne-Sport, 2015–16-ban a francia Tours FC, 2016–17-ben a Laval, 2017–18-ban a tunéziai Club Africain, 2019-ben a thai Ratchaburi Mitr Phol és a marokkói Mohammédia vezetőedzője volt. 2021-ben a Châteauroux szakmai munkáját irányította.

## Sikerei, díjai
AC Milan
- Olasz bajnokság (Serie A)
  - bajnok (4): 1991–92, 1992–93, 1993–94, 1995–96
- Olasz szuperkupa (Supercoppa Italiana)
  - győztes (2): 1993, 1994
- BEK / UEFA-bajnokok ligája
  - győztes (2): 1989–90, 1993–94
- UEFA-szuperkupa
  - győztes (2): 1989, 1994
- Interkontinentális kupa
  - győztes: 1989

 PSG
- Francia bajnokság
  - az év játékosa (1998)
- Francia kupa (Coupe de France)
  - győztes: 1998
- Francia ligakupa (Coupe de la Ligue)
  - győztes: 1997–98
- Francia szuperkupa (Trophée des Champions)
  - győztes: 1998

 AS Monaco
- Francia bajnokság
  - bajnok: 1999–00
- Francia szuperkupa (Trophée des Champions)
  - győztes: 2000